# Oriental (region)

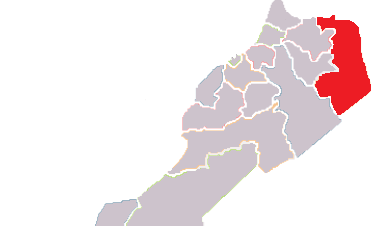
Läge i Marocko

Oriental är en av Marockos regioner. 1 918 094 invånare (2 september 2004) på en yta av 80 579 km². Regionens administrativa huvudort är Oujda.

## Administrativ indelning
Regionen är indelad i en prefektur och fem provinser: 
Prefektur
- Oujda-Angad

Provinser
- Berkane, Figuig, Jerada, Nador, Taourirt

## Större städer
Invånarantal enligt senaste folkräkning (2 september 2004)
- Oujda (400 738)
- Nador (126 207)
- Taourirt (80 024)
- Berkane (80 012)
- Jerada (43 916)

Andra viktiga orter:
- Figuig